# ヌオン・チア
ヌオン・チア（クメール語: នួន ជា / Nuon Chea, 1926年7月7日 - 2019年8月4日）は、カンボジアの政治家。カンプチア共産党副書記兼中央委員会常務委員。民主カンプチア政権では人民代表議会常任委員会議長（国会議長）を務め、党書記長ポル・ポトに次ぐ第2位の地位にあった。

## 経歴
本名は、ラオ・キム・ローン(Lao Kim Lorn)(本名はロン・ブンロト(Long Bunruot)だと書く文献もある)。1950年代にクメール・イサラクのメンバーとして活動していた時期には、ロン・リス(Long Rith)と名乗っていた。1926年7月7日、カンボジアバタンバン州サンカエ(Sangkae)地区ヴォアト・コー(Voat Kor)村に生まれた。生家は華僑で、裕福な家であったという。漢名は劉炳光（Lau Ben Kon）である。
2003年の日本人研究者とのインタビューで、ヌオン・チアは父親が中国人であり、母親は広東省汕頭からカンボジアへの中国人移民とクメール人女性との間に生まれた混血児であると主張した。しかし、2011年の裁判では、父親が中国系との混血であったため、自分は4分の1しか漢民族ではないと主張している。
1942年、バッタンバンで中学4年を修了した後、バンコクに向かい、1944年にタマサート大学予科に7期生として入学した。(カンボジア特別法廷での第1審判決文では、タイに出たのは1941年と認定されている。)タマサト(Thammasat)大学では法律学を専攻した。この当時は、タイ語名のルンロート・ラオディーを名乗っていた。(カンボジア特別法廷での第1審判決文では、ルンラート・ラオディ(Runglert Laodi)と名乗っていたと認定されている)。同時期(文献によると、タマサト大学へ入学する前のことであるという)、タイの財務省や外務省でもパートタイムの事務員として働いたことがある。
1950年、ムオン(Muon)という人物に勧誘されてタイ共産党に入党、この頃からプロパガンダや教育活動(新聞の発行、辺境の農民の教化活動など)に携わることで活動が活発化し始める。
同年カンボジアに帰国した(文献によると、バッタンバンへ戻った)。後に、インドシナ共産党に転籍し、1951年9月、クメール人民革命党（後のカンボジア共産党）中央委員会の委員に任命された。
1951年頃から1954年まで、党の命令により、政治教育の目的でベトナムへ送られたが、ジュネーブ停戦協定の後でカンボジアへ帰国する
(文献によると帰国は1955年夏のことであるという)。ストゥン・チニト(Stung Chinit)川そばのボエン・ルヴェア(Boeng　Lvea)やサムロートなどの辺境の村を転々として、革命運動への関与を隠して生活したが、1955年にはプノンペンへ移住した。教師、売り子、輸出入関連企業(中国・カンボジア間での輸出入をおこなう会社だったという)の店員など職業を変えつつ、プノンペン市の革命委員として地下活動を続けた。1960年の第2回党大会において党中央委員会常務委員および党中央委員会副書記に選出され、党内序列第2位となる。1963年2月の党大会においてポル・ポトが党書記に選出されると、その下で引き続き党副書記を務めることになった。
反ロン・ノル闘争期の1973年3月25日、解放軍最高司令部の設置が公表された際、最高司令部副議長および「軍政治部長」の肩書きで紹介され、武装勢力政治部門で序列第1位の地位にあった。
1975年4月のプノンペン制圧後、10月9日の党常務委員会において委員の任務分担が採択され、チアは「党務、社会福祉、宣伝および教育担当」とされた。また、遅くとも1970年以後に存在が公表された党中央委員会軍事委員会の「副委員長、政治担当」とされ、さらに同委員会内の秘密の「治安委員会」のなかの「秘密委員会」の委員長を務めていた。
1976年1月に民主カンプチアが樹立され、4月11日から始まる人民代表議会第1期第1回全体会議において人民代表議会常任委員会議長に選出された。暗号名「ブラザー・ナンバー・ツー」と呼ばれ、政権内でポル・ポトに次ぐ第2位と目された。同年9月27日、ポル・ポトが病気治療のため一時的な静養に入るとヌオン・チアが首相代行を務めた。
1979年、ベトナムの侵攻に伴い政権が崩壊するとゲリラ活動に転じる。
1998年、現政権に投降。恩赦を受けて釈放後、パイリンに居を移す。

### カンボジア特別法廷

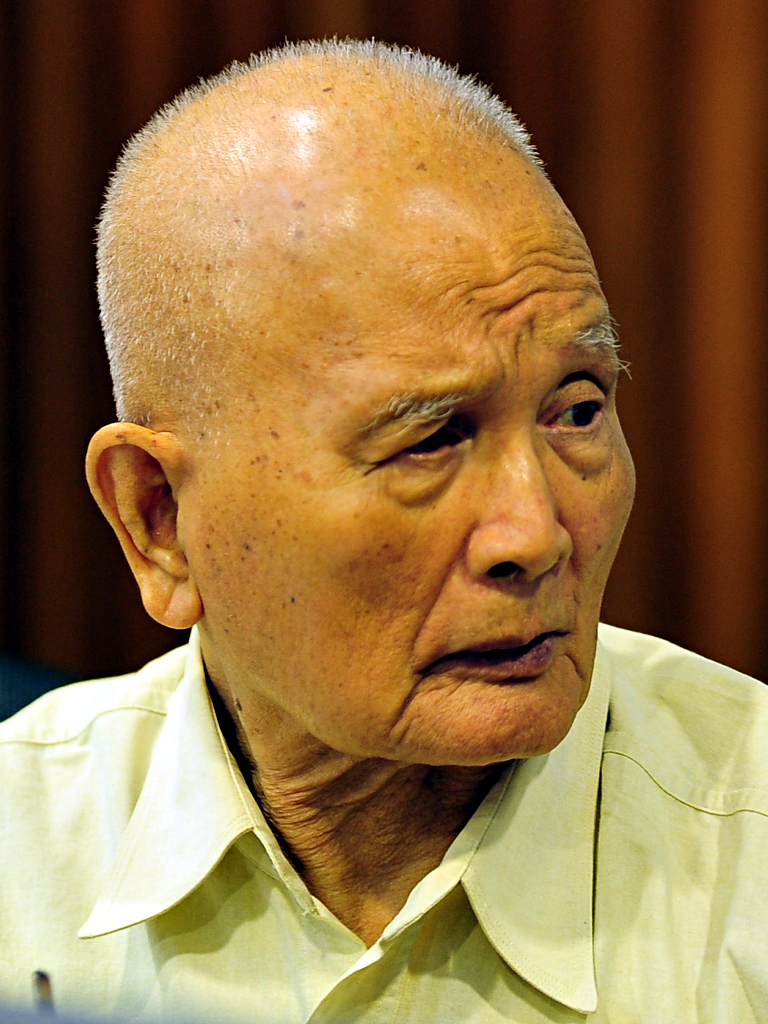
カンボジア特別法廷にて

2007年、カンボジア特別法廷に拘束される。その後は高齢のため入退院を繰り返しており、公判維持が困難だった。
2013年10月21日、検察は最高刑にあたる終身刑を求刑した。
第1審の審理中や最終弁論で、ヌオン・チアは民主カンプチア時代に起こったことに対して倫理的責任については認めたが、自分には実権がなかったと主張して、法的責任は一切認めなかった。また、1審裁判では、一部の質問に対して簡潔に答えることはしたが、おおむね黙秘した。
2014年8月7日、案件002/01に関して第1審で判決が下され、キュー・サムファンと共に終身刑が宣告された。
2016年11月23日、第2審は2014年の1審判決を支持し、「人道に対する罪」でキュー・サムファンと共に終身刑が確定した。一方、「ジェノサイドの罪」に関しては、キュー・サムファンとともに2017年裁判が続き、2018年11月16日、二人に有罪判決が下った。
2019年8月4日にプノンペンの病院で死去。93歳没。